# Nokia XL
|  | No s'ha de confondre amb Microsoft Lumia 640 XL. |

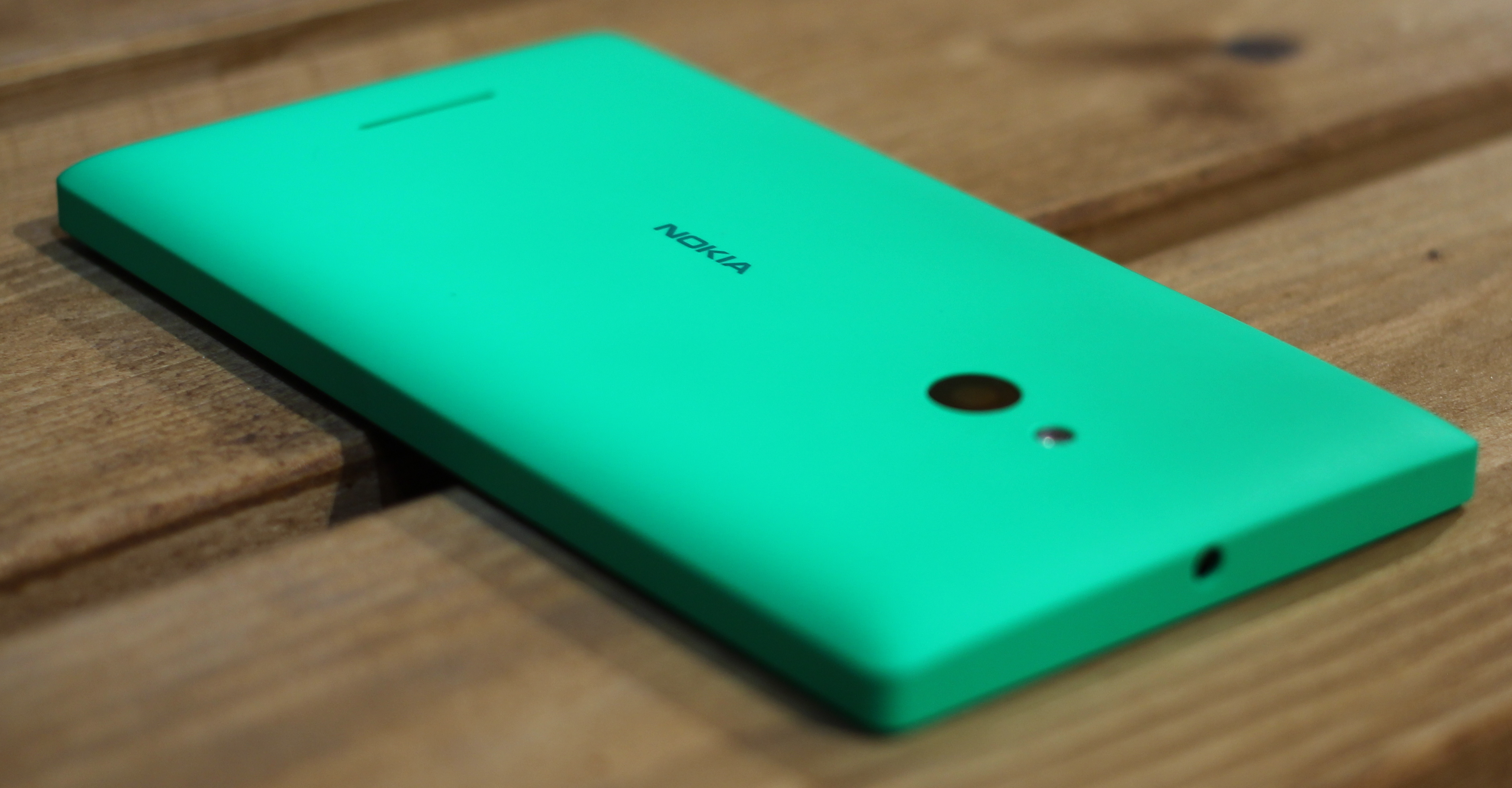
La part posterior del dispositiu.

El Nokia XL és un telèfon intel·ligent anunciat com a part de la família Nokia X al febrer de 2014, que executa a la plataforma Nokia X. Aquesta, es mantenia i venia per part de Microsoft Mobile.

## Full d'especificacions
| Tipus                            | Especificacions                                                      |
| -------------------------------- | -------------------------------------------------------------------- |
| Pes                              | 190 g                                                                |
| Dimensions                       | 141.4 mm x 77.7 mm x 10.9 mm                                         |
| Durada de la bateria             | Temps de conversa: 13 hores(GSM) En espera: 30 dies(GSM)             |
| Pantalla                         | Tipus: IPS Mida de 5.0 amb una resolució de: 480×800 pixels, 185 ppi |
| Sistema operatiu (UI)            | Android 4.1.2 (Nokia X 1.x UI)                                       |
| Dual SIM                         | Sí                                                                   |
| Tipus de SIM                     | Micro-SIM (disponible en versions SIM i doble SIM)                   |
| Emmagatzematge                   | 4 GB                                                                 |
| Múltiples idiomes                | Sí                                                                   |
| Bluetooth                        | 3.0 DUN, FTP, GAP, GOEP, HFP, HSP, OPP, PAN, PBAP, SAP, SDAP, SPP    |
| PC Sync                          | Sí                                                                   |
| USB                              | micro-USB                                                            |
| Gràfics personalitzats           | Sí                                                                   |
| Tons de trucada personalitzats   | Sí                                                                   |
| Capaç de dades                   | Sí                                                                   |
| Mode avió                        | Sí                                                                   |
| WLAN                             | Sí, with hotspot                                                     |
| Ranura per a targetes de memòria | microSD fins a 32 GB                                                 |
| MMS                              | MMS 1.2 / SMIL                                                       |
| RAM                              | 768MB                                                                |
| Missatgeria de text              | Sí                                                                   |
| Ràdio FM                         | Sí                                                                   |
| Reproductor de música            | Sí                                                                   |
| Càmera posterior                 | 5.0 megapixels                                                       |
| Càmera frontal                   | 2.0 megapixels                                                       |
| Flaix                            | Sí                                                                   |
| Captura de vídeo                 | 30 fps                                                               |
| Jack per a auriculars            | Sí (3.5 mm)                                                          |
| Altaveu del telèfon              | Sí                                                                   |

## Antecedents
El Nokia XL va ser anunciat de manera sorprenent a l'edició de 2014 del Mobile World Congress el 24 de febrer de 2014 que es va celebrar a Barcelona, Espanya.
Els informes suggerits només mostraran una pantalla tàctil de 4 polzades amb Android amb Nokia X, però Nokia també va anunciar la "família Nokia X", que estava integrada per Nokia X, Nokia X+ i Nokia XL.
Nokia XL va ser una gran actualització de maquinari dels altres membres de la família Nokia X. Va venir amb una pantalla tàctil de 5 polzades en lloc dels 4 polzades als altres. Va comptar amb una càmera més gran (un sensor de 5 MP) i també un flaix LED i 2 MP de càmera frontal: els dos últims estan absents en els models Nokia X i Nokia X+.
El telèfon es coneixia a les etapes de desenvolupament com "Asha Monster".

## Nokia XL 4G
Una versió amb LTE va ser llançat a la Xina al juliol de 2014.
| Tipus                                           | Especificacions |
| ----------------------------------------------- | --- |
| Pantalla                                        | 5 in (13 cm) IPS LCD, 800 x 480px, 187ppi                                                                            |
| RAM                                             | 1 GB |
| Emmagatzematge intern i targeta microSD inclosa | Interna: 4 GB Suport per a targetes MicroSD de fins a 32 GB de, targeta inclosa de 4 GB                              |
| Càmera posterior                                | 5 MP, autofocus i flaix                                                                                              |
| Càmera frontal                                  | 2.0 MP |
| SoC                                             | Qualcomm Snapdragon MSM8926                                                                                          |
| CPU                                             | 1.2 GHz amb quatre nuclis                                                                                            |
| Xarxes                                          | TD-LTE: 38, 39, 40 (China) TD-SCDMA: 1900 MHz, 39 WCDMA: 850 MHz, 900 MHz, 2100 MHz GSM: 900 MHz, 1800 MHz, 1900 MHz |
| Dimensions                                      | 141.3 x 77.7 x 10.8 mm                                                                                               |
| Pes                                             | 158 g |
| Durada de la bateria (en espera)                | 21 dies |
| Durada de la bateria (temps de conversa)        | 2G: 15 hores, 3G: 11 hores, 4G: desconegudes                                                                         |
| Sistema operatiu                                | Platafotma Nokia X 1.x (AOSP 4.2.x)                                                                                  |